# Isaiah McGuire
Isaiah McGuire (Tulsa, Oklahoma; 27 de julio de 2001) es un jugador profesional estadounidense de fútbol americano, se desempeña en la posición de defensive end en Cleveland Browns, en la National Football League (NFL).

## Carrera
Hizo su debut profesional con el equipo Cleveland Browns, lleva jugando una temporada, comenzó en el 2023.